# 青海野决明
青海野决明（学名：Thermopsis przewalskii）为豆科野决明属下的一个种。

## 扩展阅读
- 維基物種上的相關：青海野决明